# ニアピン
ニアピン（near pin）とは、ゴルフにおいてカップ（ピン）に最も近い位置にボールを近づけた距離を争うコンテストを示す和製英語。
英語では「closest to the pin」等と表記されるが、略称としてKPが使われる。

## 概要
主にパー3のショートホールで行われるもので、ティーショット（第1打）をストローク・マッチプレーを問わず普通通りに打ち、打球をピンに最も近づけた選手が勝ちとなる。ピンに直接ボールがカップインした場合はホール・イン・ワンとなる。
ゴルフ規則上、ニアピンに関するルールの定めがないため、実際のゴルフコンペでは「ワンオン条件」（1打目でグリーンオンしていない場合、どんなにピンに近くても賞の対象とならない）や「パー縛り」（パー以下のスコアでホールアウトしないと権利を失う）など、ニアピンに条件を加えるケースがある。プロのトーナメントでは「ワンオンチャレンジ（hit-the-green challenge）」などと称し、ワンオンできなかったゴルファーから罰金を徴収する（罰金はチャリティに寄付される）といったイベントと組み合わせられることも多い。
アレンジとして、ミドルホールでのセカンド・ニアピン賞（第2打を対象として争う）や、ロングホールでのサード・ニアピン賞（第3打を対象として争う）がある。